# Coloeus monedula cirtensis
Sous-espèce
Synonymes
Choucas d'Algérie, Choucas des tours (d'Algérie), Choucas des tours oriental
Coloeus monedula cirtensis est une sous-espèce du Choucas des tours (Coloeus monedula), espèce d'oiseaux appartenant à la famille des Corvidae. Elle est endémique de la ville de Constantine (Algérie). 

## Morphologie
C. m. cirtensis présente les mêmes caractéristiques que les autres sous-espèces de Coloeus monedula à savoir, un corps noir avec les parties inférieures du corps, la nuque et les côtés de la tête d'un gris ardoise et un iris blanc.
Il diffère de C. m. spermologus par ses parties inférieures d'un pur gris ardoise beaucoup plus pâle, cela est particulièrement visible sur la poitrine, l'abdomen et les sous-caudales, et même sur les sous-alaires, mais la gorge est plus foncée. Aussi, la nuque est grise plus terne, et la calotte n'est pas aussi violacée. Ainsi C. m. cirtensis ressemble, dans la couleur de sa partie inférieure, plus à C. m. monedula, mais le dessous n'est pas aussi gris souris, mais plutôt d'un pur gris ardoise, et il n'existe pas le demi-collier pâle ou qu'il est faiblement visible sur les côtés de la nuque, cette dernière étant également beaucoup moins gris blanchâtre.
Mensurations: la plus petite des 4 sous-espèces, aile pliée: 218-228mm.

## Répartition et habitat

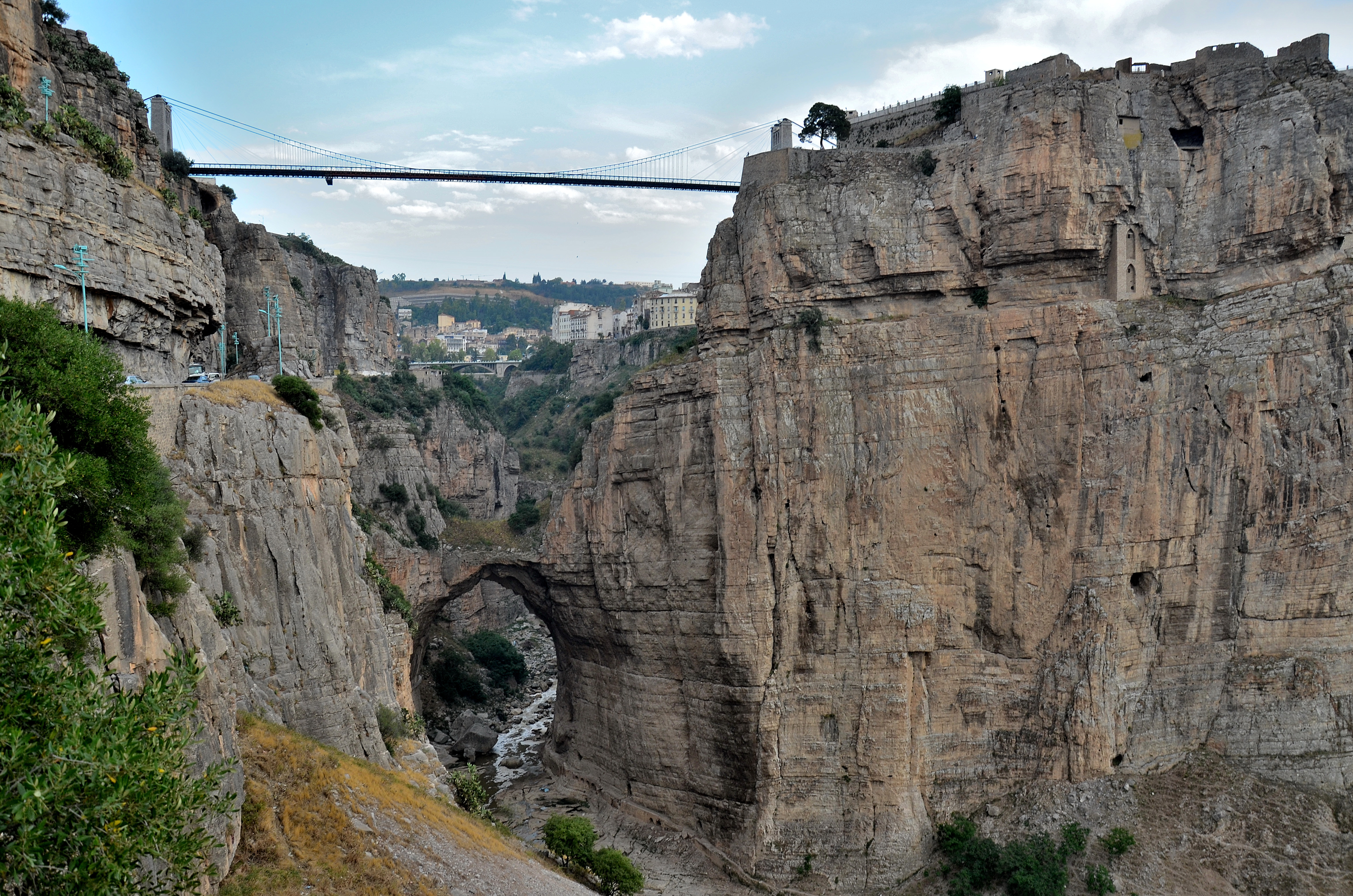
Gorges du Rhummel

Cette sous-espèce est endémique de Constantine où elle vit et niche au niveau des gorges du Rhummel.

## Systématique
C. m. cirtensis a été élevé au rang de sous-espèce pour la première fois en 1912 par Rothschild et Hartert lors de leur exploration ornithologique en Algérie, "cirtensis" vient de Cirta, ancien nom de Constantine.
Selon K. H. Voous, il serait isolé des sous-espèces eurasiatiques et surtout des populations ibériques bien avant la dernière glaciation.

## Coloeus monedula cirtensiset l'homme

### Menaces et protection

#### Menaces
BirdLife International classe le Choucas des tours en préoccupation mineure. Cependant, la sous-espèce cirtensis est considérée comme menacée vu son effectif très réduit et sa distribution très localisée, aussi par les nuisances humaines au niveau des sites de nidifications traditionnels.

#### Protection
Le Choucas des tours bénéficie d'une protection totale sur le territoire algérien depuis le décret exécutif n° 12-235 du 3 Rajab 1433 correspondant au 24 mai 2012 fixant la liste provisoire des espèces animales non domestiques protégées.